# المعرض (الرجم)

تعديل مصدري - تعديل

المعرض هي إحدى قرى عزلة بني المصعب بمديرية الرجم التابعة لمحافظة المحويت، بلغ تعداد سكانها 9 نسمة حسب تعداد اليمن لعام 2004.